# Kerk van Brabrand
De Kerk van Brabrand (Deens: Brabrand Kirke) is een onder het bisdom Århus vallend kerkgebouw in de Deense plaats Brabrand. Het kerkgebouw ligt direct aan het ongeveer 800 meter brede en 3 kilometer lange Brabrandmeer.

## Bouwgeschiedenis
De oudste delen van de kerk dateren uit de eerste helft van de 13e eeuw. Op dezelfde plaats stond eerder een houten kerkgebouw. Tussen 1300 en 1500 werd de kerk vergroot door dwars op het bestaande schip een nieuw kerkschip toe te voegen, waardoor het de traditionele oostelijke oriëntatie verloor. Ook het voorportaal, de huidige sacristie, dateert uit deze tijd. Pas in 1880 werd de kerktoren toegevoegd, die een dakruiter uit de 18e eeuw verving. Het huidige hoofdschip dateert van de verbouwing in de jaren 1924-1925, waarbij ook het vlakken houten plafond werd vervangen door kruisgewelven en een nieuw voorportaal op het oosten werd aangebouwd.
In de zuidelijke muur van de kerk is een goed bewaarde romaanse grafsteen met een processiekruis ingemetseld.

## Interieur
Het altaar stamt uit het jaar 1595 en vertegenwoordigt de renaissancestijl. Tijdens de uitbreiding van de kerk werd het altaar verplaatst naar het nieuwe koor op de zuidelijke zijde. Het huidige altaarschilderij, met Jezus die over het water van het Meer van Galilea loopt, stamt uit het jaar 1895 en werd door Jens Hansen-Aarslev geschilderd. Het romaanse doopvont stamt uit de bouwtijd van de kerk, de tinnen schaal van het doopvont echter uit 1686. De kerk is verder in het bezit van een kostbare avondmaalskelk uit 1551, een geschenk van de bisschop van Aarhus. De preekstoel uit ± 1650 kreeg de huidige kleurstelling tijdens de verbouwing van de kerk in 1924-1925. Op de hoeken van de kanselkuip tussen de met bloemen versierde velden zijn de figuren van de vier evangelisten en een vrouwenherme afgebeeld.

## Orgel
De kerk kreeg het eerste orgel in 1878. Sindsdien is het orgel regelmatig veranderd, vernieuwd en vervangen. In 1924 kreeg het de huidige plaats in de kerk. Na een grootschalige herziening en renovatie van het instrument door de orgelbouwers Marcussen & Søn uit Aabenraa in 1992, kreeg het orgel het huidige uiterlijk. Het orgel bezit 27 registers.